# Stephen Milner
Pour les articles homonymes, voir Milner.
Stephen J. Milner est un linguiste et universitaire britannique, spécialiste de l'italien. Depuis 2006, il est professeur d'italien à l'université de Manchester. En 2017, il devient directeur de la British School at Rome,.

## Sélection de travaux
- Artistic Exchange and Cultural Translation in the Italian Renaissance City, New York, Cambridge University Press, 2004, 386 p. (ISBN 978-0-521-82688-4)
- At the Margins : Minority Groups in Premodern Italy, Minneapolis, University of Minnesota Press, 2005, 283 p. (ISBN 978-0-8166-3820-8)
- (en) The erotics of consolation : desire and distance in the late Middle ages, New York, Palgrave Macmillan, 2008, 241 p. (ISBN 978-1-4039-7619-2)
- (en) The Cambridge Companion to Boccaccio, Cambridge, Cambridge University Press, 2015, 256 p. (ISBN 978-1-107-01435-0, lire en ligne)